# Langen Brütz
Langen Brütz  ist eine Gemeinde im Landkreis Ludwigslust-Parchim in Mecklenburg-Vorpommern (Deutschland). Sie wird vom Amt Crivitz mit Sitz in Crivitz verwaltet.

## Geografie

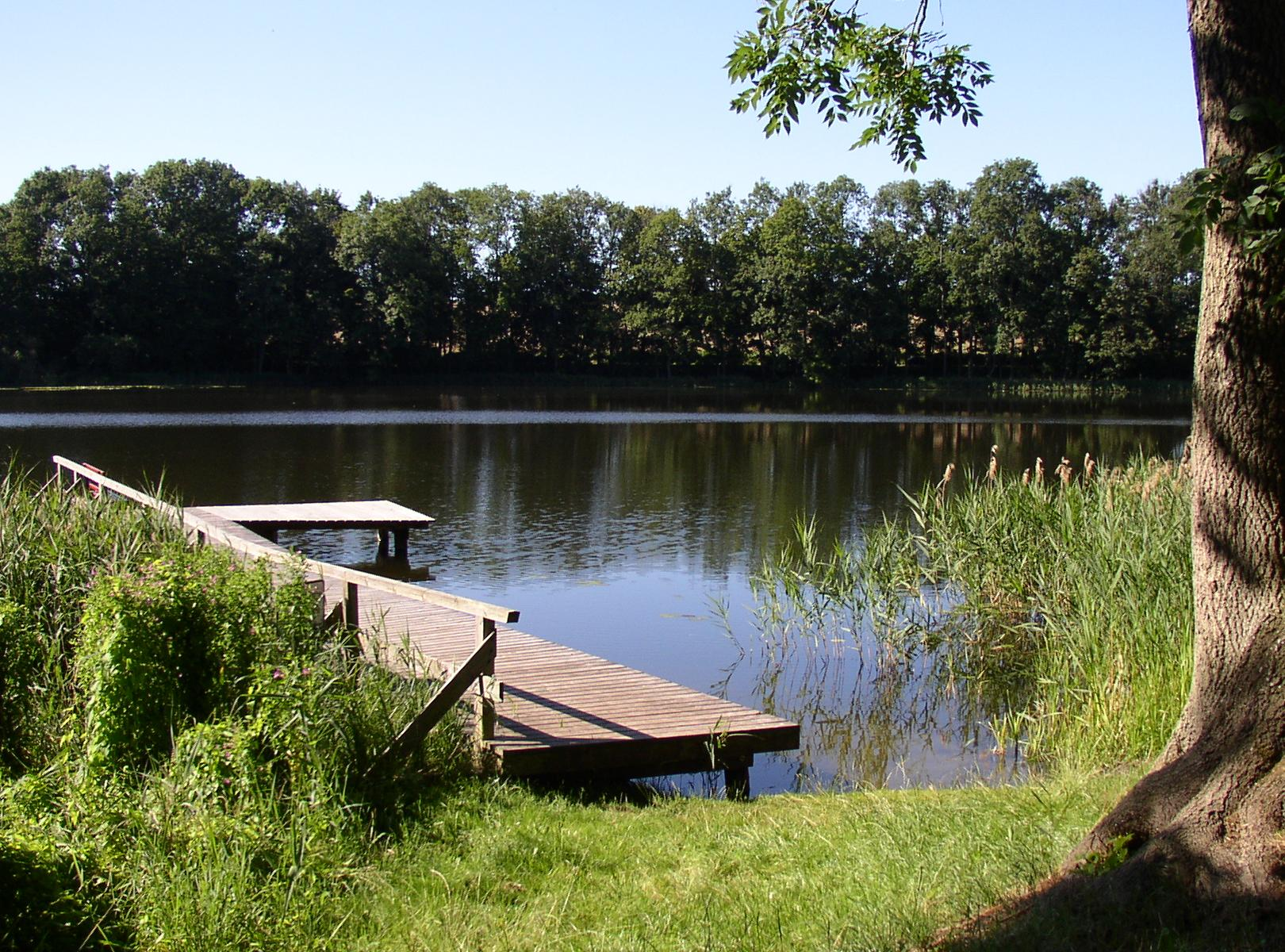
Hofsee in Kritzow

Langen Brütz befindet sich etwa zehn Kilometer östlich der Landeshauptstadt Schwerin. Weitere umliegende Städte sind Brüel und Crivitz. Durch das Gemeindegebiet fließt die Warnow. Mit dem von der Motel durchflossenen Großen Pohlsee westlich von Langen Brütz und dem Hofsee bei Kritzow befinden sich kleinere Seen innerhalb des Gemeindegebiets. Im Nordwesten grenzt die Gemeinde an den Cambser See. Langen Brütz liegt in einer hügeligen, malerisch wirkenden Endmoränenlandschaft am Warnowtal, dabei stellt der Uhuberg mit 90 m ü. NHN nordöstlich von Kritzow die höchste Erhebung dar. 39 Prozent des Gemeindegebietes sind Natur- und Landschaftsschutzgebiete.
Zur Gemeinde gehören die Ortsteile Langen Brütz und Kritzow.

## Geschichte
Langen Brütz wurde im Jahr 1335 als Bruseuitz in terra Selesen erstmals urkundlich erwähnt, Kritzow schon 1317. Damals waren die Herren von Drieberg Besitzer des Ortes. Später wurde das Schweriner Domkapitel als Besitzer erwähnt. Die Gegend wird aber schon länger besiedelt, davon zeugen einige Hügel- und Steingräber. Im Jahr 1248 wird die Burg Richenberg (bei Kritzow an der Warnow) bis zu dessen Absetzung 1256 Residenzsitz des Fürsten Pribislaw I. von Parchim-Richenberg. Vom Anfang des 16. Jahrhunderts bis 1730 besaß die Adelsfamilie von Halberstadt große Teile des Ortes. Wie die gesamte umliegende Gegend wird Langen Brütz durch den  Dreißigjährigen Krieg in Mitleidenschaft gezogen. 1858 wird die Kirche abgerissen und neugebaut. Im Jahr 1897 brennt das halbe Dorf nieder. Das Gut wurde 1923 aufgesiedelt. Das Gebiet gehörte bis zum Zweiten Weltkrieg zum Großherzogtum Mecklenburg-Schwerin. Nach 1945 gehörte der Ort erst zum Land Mecklenburg und dann von 1952–1990 zum Bezirk Schwerin. 1974 kommt es zum Zusammenschluss von Langen Brütz und Kritzow. Das Gut ist in den 1990er Jahren eine Agrarproduktivgenossenschaft (APG) geworden.

## Dienstsiegel
Die Gemeinde verfügt über kein amtlich genehmigtes Hoheitszeichen, weder Wappen noch Flagge. Als Dienstsiegel wird das kleine Landessiegel mit dem Wappenbild des Landesteils Mecklenburg geführt. Es zeigt einen hersehenden Stierkopf mit abgerissenem Halsfell und Krone und der Umschrift „GEMEINDE LANGEN BRÜTZ“.

## Sehenswürdigkeiten
→ Siehe auch Liste der Baudenkmale in Langen Brütz
- Backsteinkirche von 1859 (Erbauer: Johann Peter Heinrich Diestel, Kirchenpatron von Gut Cambs)
- Naturschutzgebiet im Warnowtal (Naturschutzstation Karnin)
- Mecklenburger Waldglasmuseum (2006 eröffnet)
- Waldfriedhof Kritzow mit dem 1925 erbauten Mausoleum für den Sohn der Gutsbesitzerfamilie Hansen

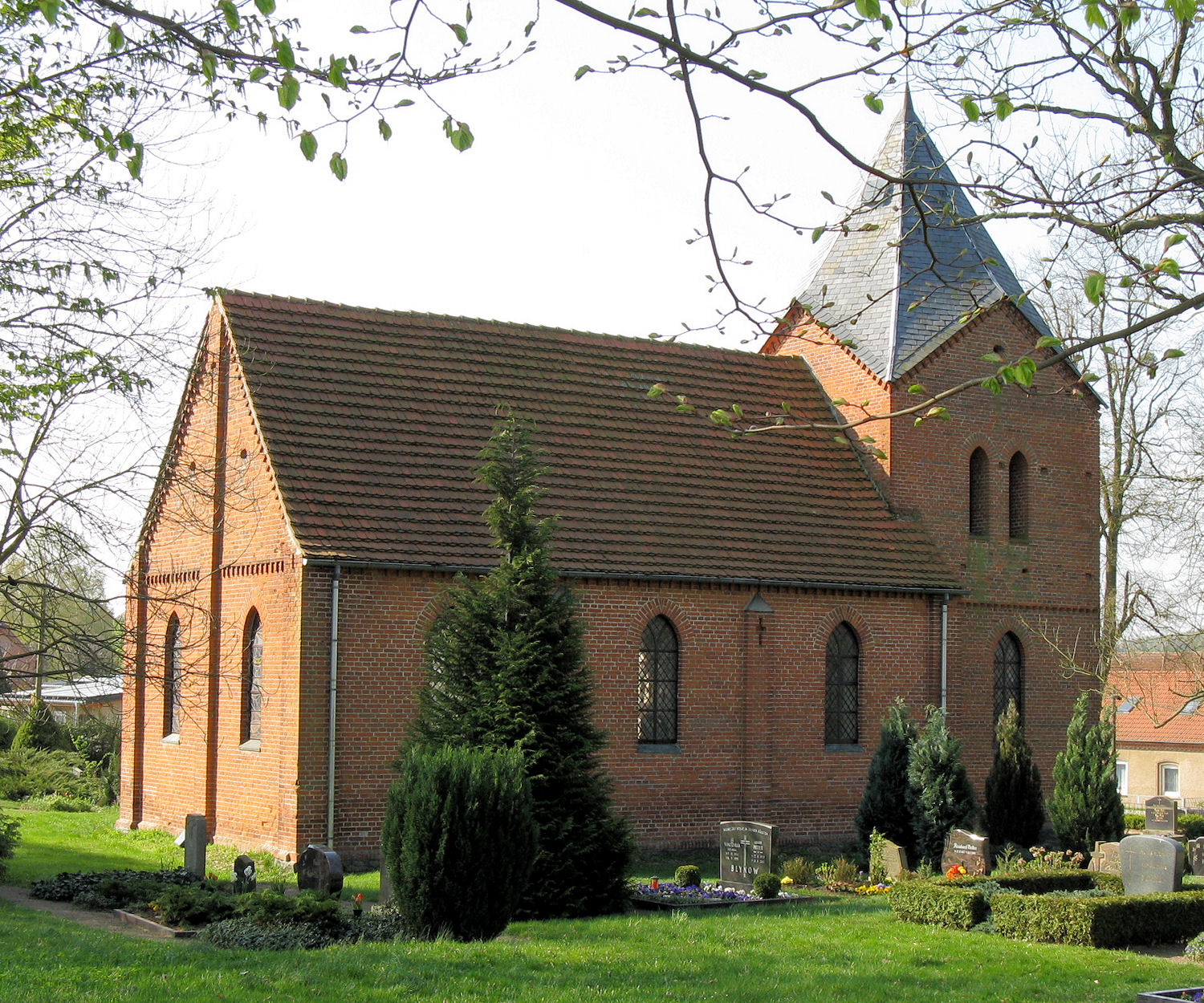
Dorfkirche Langen Brütz
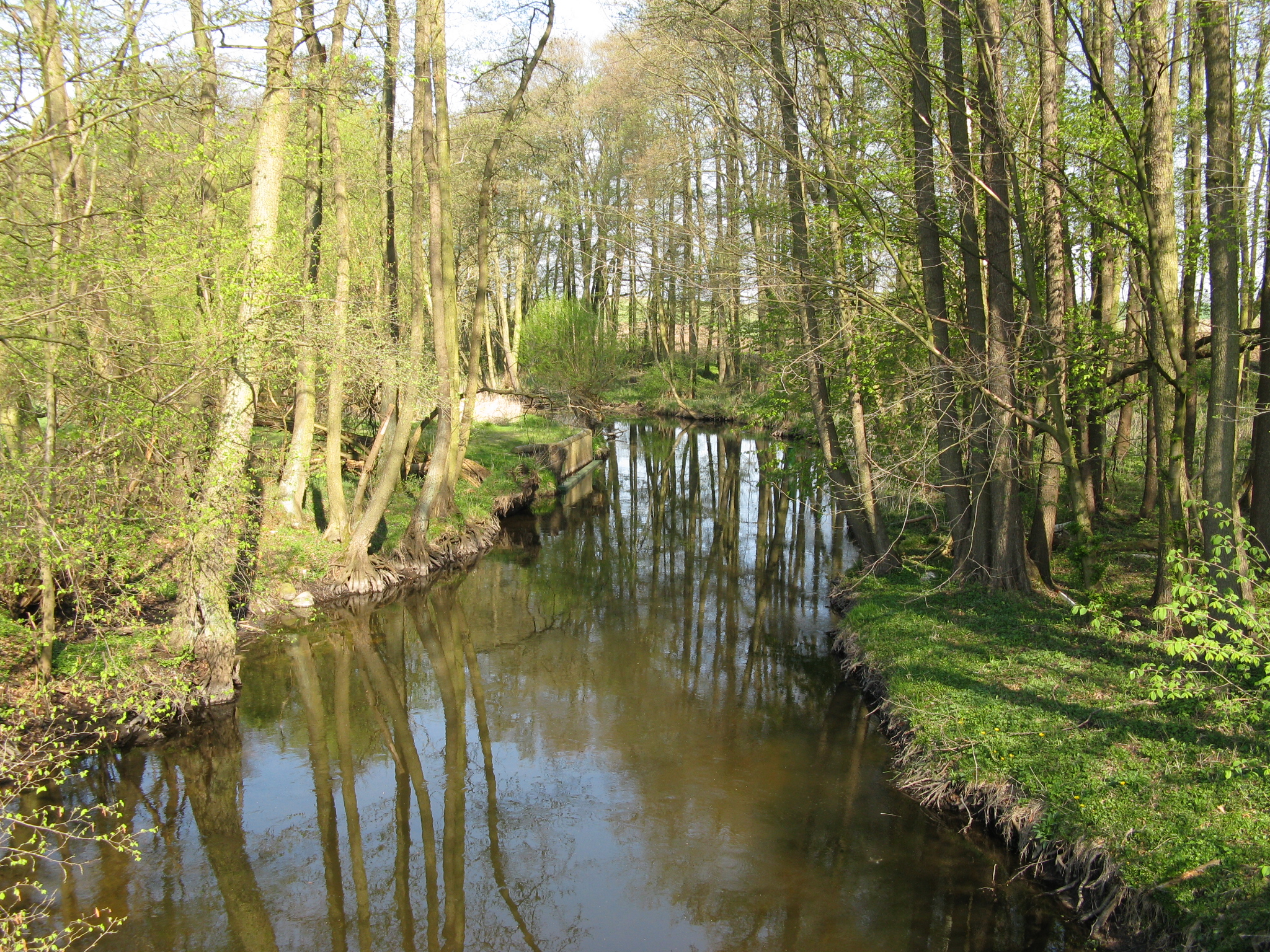
Warnow bei Langen Brütz
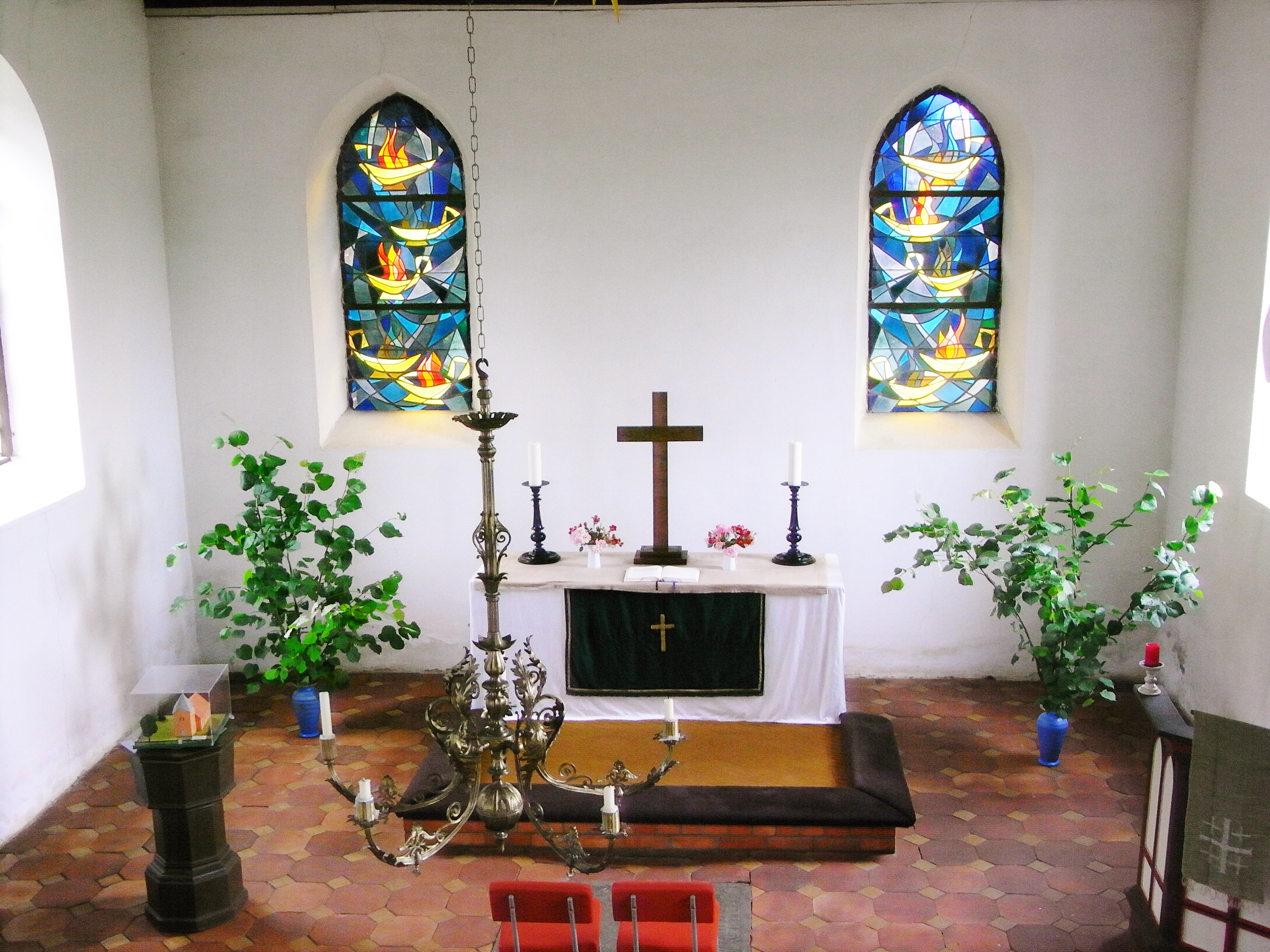
Innenraum der Kirche

## Verkehrsanbindung
Die Gemeinde liegt südlich der Bundesstraße 104 und nördlich der B 321.

## Persönlichkeiten, die in Langen Brütz leben oder lebten
- Fritz Eisel (1929–2010), Maler und Hochschullehrer
- Paul Eisel (* 1955), Maler und Grafiker